# Bella Sims
Bella Sims (n. 25 mai 2005, Las Vegas, Nevada, SUA) este o înotătoare americană, medaliată olimpică. A participat la o ediție a Jocurilor Olimpice (2020) în care a câștigat o medalie de argint.

## Participări
Lista de mai jos prezintă principalele competiții la care a participat Bella Sims de-a lungul carierei.
- Natație la Jocurile Olimpice de vară din 2020 - 4x200 m liber (feminin)[4]